# Neocomites
Neocomites – rodzaj głowonogów z wymarłej podgromady amonitów, z rzędu Ammonitida.
Żył w okresie późnej kredy (berrias - hoteryw).